# Enciclopedia Histórica del Anarquismo Español
Enciclopedia Histórica del Anarquismo Español (Encyclopédie historique de l'anarchisme espagnol) est un dictionnaire encyclopédique publié sous la direction de Miguel Íñiguez.

## Projet
En 2001, Miguel Iñiguez publie une ébauche (esbozo) de 645 pages d’une encyclopédie de l’anarchisme espagnol. L’ouvrage se présente sous forme de dictionnaire,
. On peut y lire des notices biographiques de militants vivants ou décédés. Des organisations y sont présentées ainsi que des journaux et des événements historiques.
La version complète de son encyclopédie est publiée sept ans plus tard, incluant des notices de militants actifs après 1975 (l'année de la mort de Francisco Franco) et des illustrations.
Juan Gómez Perín signe la préface et Ignacio C. Soriano Jiménez, l'introduction. L'ouvrage est composé de trois volumes, deux volumes de textes et le troisième consacré à l'iconographie (3000 illustrations dont un millier de fac-similés de journaux et 1500 photos de militants). D'un total de plus de 2000 pages, les 50000 entrées présentent des personnes, des journaux, des réunions plénières et des congrès, des organisations, des évènements historiques. Chaque entrée est accompagnée d'une bibliographie.

## Publications
- (es) Miguel Iñiguez, Esbozo de una Enciclopedia histórica del anarquismo español, Fundación de Estudios Libertarios Anselmo Lorenzo, Madrid, 2001, 645 p.,  (ISBN 978-8486864453), (OCLC 48170913)[5].
- (es) Miguel Íñiguez, Enciclopedia Histórica del Anarquismo Español, 3 volumes, Vitoria, Asociación Isaac Puente, 2008, 2116 p.,  (ISBN 978-84-612-4049-4), (OCLC 316790800), (BNF 42077112), extraits en ligne.

## Sources
- Joël Delhom, Diccionarios, bibliografías in Una década de publicaciones sobre el anarquismo español : 2000-2011, Cahiers de civilisation espagnole contemporaine, 1|2012, texte intégral.
- Giovanni Cattini, Els diccionaris obrers a Europa: un instrument per a una heurística comparada ?, Universitat de Barcelona, Facultat de Geografia i Història. Departament d'Història Contemporània, 2005, texte intégral.
- Centre international de recherches sur l'anarchisme (Lausanne) : Esbozo de una enciclopedia histórica del anarquismo español.
- (es) Interview de Miguel Iñiguez, Enciclopedia histórica del anarquismo español : Al habla con sus mentores, CNT, n°344, avril 2008, pp. 18-19.
- (es) Enciclopedia Histórica del Anarquismo Español sur Dialnet.
- (es) Enciclopedia histórica del anarquismo españolMiguel Íñiguez, Boletín interno de la Fundación de Estudios Libertarios Anselmo Lorenzo, nº21, mai 2013,  (ISSN 1575-6475), page 23.

### Citations en référence
(liste non exhaustive)
- Isidoro Sanchez Sanchez, Entre la memoria extrema y el memorcidio, in La Guerra Civil en Castilla-la Mancha. 70 Años Despues, Ediciones de la Universidad de Castilla-La Mancha, 2008, page 119.
- Cristina Borderías Mondéjar, Género y políticas del trabajo en la España contemporánea (1836-1936), Edicions Universitat de Barcelona, 2008, page 286.
- Diego Caro Cancela, Sebastián Oliva, un anarquista de Andalucía, in Angelo Colombo, Recherches en littérature et civilisation européennes et hispano-américaines, Presses universitaires de Franche-Comté, 2009, page 95.
- (de) Walther L. Bernecker, Geschichte Spaniens im 20. Jahrhundert, C.H.Beck, 2010, page 363.